# Silnik reluktancyjny

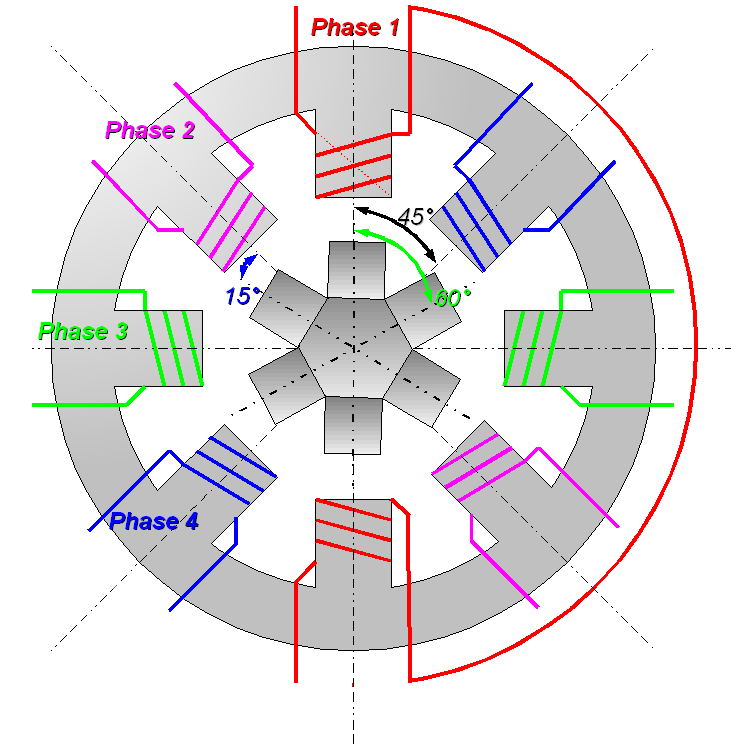
Schemat budowy silnika reluktancyjnego.

Schemat budowy silnika reluktancyjnego.

Silnik reluktancyjny – silnik elektryczny bez uzwojeń wzbudzania. Wirnik silnika wykonany jest z miękkiego materiału ferromagnetycznego o kształcie takim, by reluktancja obwodu magnetycznego zależała od położenia wirnika. Stojan silnika zawiera uzwojenia zasilane prądem przemiennym.
Moment siły, jaki występuje w tego typu silnikach, jest to moment reluktancyjny, który pomimo braku wzbudzenia pojawia się wskutek dynamicznego działania pola magnetycznego na element asymetryczny magnetycznie. Warunkiem pracy silnika reluktancyjnego jest więc wystąpienie asymetrii magnetycznej wirnika. W jej wyniku wirnik dąży do zajęcia takiego położenia względem stojana, dla którego reluktancja (oporność magnetyczna) strumienia magnetycznego jest najmniejsza. W przypadku symetrii magnetycznej wirnika moment reluktancyjny nie powstaje i silnik nie może działać.
Wyróżnia się różne typy silników reluktancyjnych:
- silnik reluktancyjny synchroniczny (ang. synchronous reluctance motor),
- silnik ze zmienną reluktancją (ang. variable reluctance motor),
- silnik z przełączalną reluktancją (ang. switched reluctance motor),
- silnik krokowy ze zmienną reluktancją.

Zalety
- prosta konstrukcja,
- brak obwodu wzbudzenia.

Wady
- mniejszy moment siły,
- wibracje i spowodowany nimi hałas.